# Pedro Klodczyk
Pedro Anastasio Klodczyk (8 de octubre de 1940 - 4 de noviembre de 2000) fue el jefe de Policía bonaerense que más tiempo estuvo en el cargo.

## Biografía
Estaba casado con Alicia Naveiras, no tuvo hijos.
Vivió siempre en su residencia familiar de Villa Caraza.
Tenía en Lanús una fábrica de bulones, Ciklo, con lo que decía justificar sus ingresos.
También fue socio mayoritario, junto a su amante, Débora Castro, de Emprendimiento Turístico Cumbrecita, un criadero de truchas en Córdoba del año 1998 al año 2000, donde blanqueó más de un millón de dólares.

## Trayectoria
Había ingresado en la policía bonaerense como cadete en enero de 1962.
Este comisario general fue designado jefe de la Policía de la Provincia de Buenos Aires en diciembre de 1991 por el gobernador Eduardo Duhalde. 
El 12 de diciembre de 1991, de la mano del entonces gobernador bonaerense Eduardo Duhalde, el comisario general Pedro Anastasio Klodczyk se convirtió en el jefe de la policía bonaerense, la fuerza de seguridad con mayor cantidad de efectivos del país, con 45.000 hombres que tuvo bajo mando.
En agosto de 1996, su cara fue tapa de la Revista Noticias con el título "Maldita Policía"; para sus páginas declaró:
"Cuando era comisario inspector le descargué un cargador entero de una pistola 45 a un tipo en pleno centro de Quilmes, a media tarde y con la calle repleta de gente. Todavía no sé cómo no maté a ninguno de los que pasaban".
En noviembre, "El Polaco", como le decían sus amigos -aunque era de ascendencia ucraniana-, fue obligado a renunciar luego de cinco años, un tiempo inédito para un jefe policial. Murió a los 60 años a raíz de un cáncer, en un hospital de la ciudad bonaerense de La Plata.